# كورفاليس
كورفاليس هي مدينة في ولاية أوريغون الأمريكية، وهي مركز مقاطعة بينتون.تقع في الوسط الغربي من الولاية ويبلغ تعداد سكانها 54,462 نسمة، ويقع بها جامعة ولاية أوريغون

## التركيبة السكانية
قام مكتب تعداد الولايات المتحدة بتحديد بيانات التركيبة السكانية لكورفاليسفي تعداد الولايات المتحدة. في ما يلي، التركيبة السكانية حسب تعدادي 2000 و2010.

### تعداد عام 2000
بلغ عدد سكان كورونا 3,381 نسمة بحسب تعداد عام 2000، وبلغ عدد الأسر 1,320 أسرة وعدد العائلات 819 عائلة مقيمة في المدينة.
وتوزع التركيب العرقي للمدينة بنسبة 96.36% من البيض و 0.65% من الأمريكيين الأصليين و 0.21% من الأمريكيين ذوي الأصول الآسيوية و 1.06% من الأمريكيين الأفارقة و 1.15% من عرقين مختلطين أو أكثر.
بلغ عدد الأسر 1,320 أسرة كانت نسبة 32.3% منها لديها أطفال تحت سن الثامنة عشر تعيش معهم، وبلغت نسبة الأزواج القاطنين مع بعضهم البعض 43.4% من أصل المجموع الكلي للأسر، ونسبة 14.1% من الأسر كان لديها معيلات من الإناث دون وجود شريك، وكانت نسبة 37.9% من غير العائلات. تألفت نسبة 32.1% من أصل جميع الأسر من أفراد ونسبة 11.7% كانوا يعيش معهم شخص وحيد يبلغ من العمر 65 عاماً فما فوق. وبلغ متوسط حجم الأسرة المعيشية 2.94، أما متوسط حجم العائلات فبلغ 2.33.
بلغ العمر الوسطي للسكان 35 عاماً. وكانت نسبة 23.0% من القاطنين تحت سن الثامنة عشر، وكانت نسبة 12.8% بين الثامنة عشرة والأربعة وعشرين عاماً، ونسبة 28.5% كانت واقعةً في الفئة العمرية ما بين الخامسة والعشرين والأربعة وأربعين عاماً، ونسبة 19.8% كانت ما بين الخامسة والأربعين والرابعة والستين، ونسبة 15.9% كانت ضمن فئة الخامسة والستين عاماً فما فوق. يوجد لكل 100 أنثى 93.5 ذكر، ويوجد لكل 100 أنثى في الثامنة عشر من عمرها فما فوق 88.4 ذكر.
بلغ متوسط دخل الأسرة في المدينة 29,831 دولار، أما متوسط دخل العائلة فبلغ 41,705 دولار. وكان متوسط دخل الذكور 29,668 دولار مقابل 22,875 دولار للإناث. وسجل دخل الفرد الخاص بالمدينة 17,053 دولار. وكانت نسبة 10.0% من العائلات ونسبة 12.0% من السكان تحت خط الفقر، وكان من هؤلاء نسبة 14.1% تحت سن الثامنة عشر ونسبة 13.9% في الخامسة والستين من العمر وما فوق.

### تعداد عام 2010
بلغ عدد سكان كورونا 3,497 نسمة بحسب تعداد عام 2010، وبلغ عدد الأسر 1,384 أسرة وعدد العائلات 851 عائلة مقيمة في المدينة. في حين سجلت الكثافة السكانية 1,096.2 نسمة لكل ميل مربع (423.2/كم2). وبلغ عدد الوحدات السكنية 1,519 وحدة بمتوسط كثافة قدره 476.2 لكل ميل مربع (183.9/كم2).
وتوزع التركيب العرقي للمدينة بنسبة 95.0% من البيض و 0.4% من الأمريكيين الأصليين و 1.3% من الأمريكيين ذوي الأصول الآسيوية و 1.2% من الأمريكيين الأفارقة و 1.5% من عرقين مختلطين أو أكثر.
بلغ عدد الأسر 1,384 أسرة كانت نسبة 33.5% منها لديها أطفال تحت سن الثامنة عشر تعيش معهم، وبلغت نسبة الأزواج القاطنين مع بعضهم البعض 39.0% من أصل المجموع الكلي للأسر، ونسبة 17.7% من الأسر كان لديها معيلات من الإناث دون وجود شريك، بينما كانت نسبة 4.8% من الأسر لديها معيلون من الذكور دون وجود شريكة وكانت نسبة 38.5% من غير العائلات. تألفت نسبة 32.0% من أصل جميع الأسر من أفراد ونسبة 9.9% كانوا يعيش معهم شخص وحيد يبلغ من العمر 65 عاماً فما فوق. وبلغ متوسط حجم الأسرة المعيشية 2.94، أما متوسط حجم العائلات فبلغ 2.34.
بلغ العمر الوسطي للسكان 36 عاماً. وكانت نسبة 23.6% من القاطنين تحت سن الثامنة عشر، وكانت نسبة 11.6% بين الثامنة عشرة والأربعة وعشرين عاماً، ونسبة 25.4% كانت واقعةً في الفئة العمرية ما بين الخامسة والعشرين والأربعة وأربعين عاماً، ونسبة 24.6% كانت ما بين الخامسة والأربعين والرابعة والستين، ونسبة 14.7% كانت ضمن فئة الخامسة والستين عاماً فما فوق. وتوزع التركيب الجنسي للسكان بنسبة 47.8% ذكور و52.2% إناث.

## التاريخ
في أكتوبر 1845، وصل جوزيف سي. أفيري من ولاية بنسلفانيا إلى أوريغون. قدم أفيري طلبًا للحصول على أرض عند مصب نهر ماريز، حيث يلتقي بنهر ويلاميت، وفي يونيو 1846، استقر هناك في كوخ خشبي بسيط. كان هذا المسكن أول منزل ضمن حدود المدينة الحالية، وشمل طلب الأرض الذي قدمه القسم الجنوبي من المدينة المعاصرة.
في عام 1850، أسس أفيري بلدة "ماريزفيل"، والتي تم تغيير اسمها لاحقًا إلى "كورفاليس" في عام 1853 لتجنب الالتباس مع مدينة ماريزفيل في كاليفورنيا. الاسم "كورفاليس" مشتق من اللاتينية ويعني "قلب الوادي"، في إشارة إلى موقع المدينة في قلب وادي ويلاميت.
في عام 1855، كانت كورفاليس لفترة وجيزة عاصمة ولاية أوريغون قبل أن يتم نقل العاصمة إلى سالم. تم اعتماد كورفاليس كمدينة في عام 1857.

## الجغرافيا
تقع كورفاليس في وسط غرب ولاية أوريغون، في قلب وادي ويلاميت. تقع المدينة على الضفة الغربية لنهر ويلاميت، جنوب التقاءه مع نهر ماريز. تمتد المدينة على مساحة 36.76 كيلومتر مربع، منها 36.18 كيلومتر مربع من اليابسة و0.58 كيلومتر مربع من الماء.
تُعد كورفاليس المدينة الغربية الأكثر سكانًا (أكثر من 50,000 نسمة) في الولايات المتحدة المتجاورة.

## السكان
وفقًا لتعداد عام 2020، بلغ عدد سكان كورفاليس 59,922 نسمة. تُعد المدينة مركزًا حضريًا رئيسيًا في منطقة ألباني-كورفاليس-لبانون، والتي تشمل مقاطعتي بينتون ولين، ويبلغ عدد سكانها مجتمعين 229,209 نسمة وفقًا لتقديرات عام 2023.
تتميز كورفاليس بارتفاع مستوى التعليم بين سكانها، حيث أن 96% من السكان الذين تزيد أعمارهم عن 25 عامًا حاصلون على شهادة الثانوية العامة على الأقل، و60.2% حاصلون على درجة البكالوريوس أو أعلى، وهي نسب تفوق المتوسطين الوطني والولائي.

## الاقتصاد
تُعد جامعة ولاية أوريغون أكبر رب عمل في المدينة، تليها شركة هيوليت-باكارد، التي تمتلك مركزًا كبيرًا للبحث والتطوير في كورفاليس. تشمل الصناعات الأخرى في المدينة الزراعة، والخدمات الصحية، والتعليم، والتكنولوجيا.
يبلغ متوسط دخل الفرد في كورفاليس 44,952 دولارًا، بينما يبلغ متوسط دخل الأسرة 63,807 دولارات. تبلغ نسبة السكان الذين يعيشون تحت خط الفقر 25.93%.

## التعليم
تستضيف كورفاليس حرم جامعة ولاية أوريغون الرئيسي، الذي تأسس في عام 1868. تُعد الجامعة من أبرز مؤسسات التعليم العالي في الولاية، وتقدم مجموعة واسعة من البرامج الأكاديمية والبحثية.
يدير منطقة مدارس كورفاليس (509J) نظام التعليم العام في المدينة، والذي يشمل مدرستين ثانويتين، ومدرستين متوسطتين، وثماني مدارس ابتدائية، ومدرسة تشارتر واحدة، ومدرسة بديلة واحدة.

## المناخ
تتمتع كورفاليس بمناخ متوسطي (تصنيف كوبن: Csb)، يتميز بصيف جاف دافئ وشتاء رطب معتدل. يبلغ متوسط درجات الحرارة في يوليو حوالي 28 درجة مئوية نهارًا و11 درجة مئوية ليلًا. أما في يناير، فيبلغ متوسط درجات الحرارة حوالي 8 درجات مئوية نهارًا و2 درجة مئوية ليلًا.
تهطل معظم الأمطار بين شهري نوفمبر ومارس، بينما يكون الصيف جافًا نسبيًا. تسجل كورفاليس سنويًا حوالي 42 بوصة (107 سم) من الأمطار.

## النقل
يمر الطريق السريع الأمريكي 20 عبر وسط كورفاليس، ويوفر الوصول إلى ألباني غربًا ونيوپورت شرقًا. كما تمر الطريق السريعة رقم 34 عبر المدينة.
يوجد في المدينة مطار كورفاليس البلدي، الذي يُستخدم للطيران العام. أما أقرب مطار تجاري رئيسي، فهو مطار يوجين (Eugene Airport)، ويقع على بُعد نحو 50 كم جنوبًا.
تشغل شركة "كورفاليس ترانزيت" نظام الحافلات المحلي، بينما توفر شركة "لين-بينتون ترانزيت" النقل الإقليمي.

## الرياضة
جامعة ولاية أوريغون هي موطن لفِرق "بيفرز" (Beavers)، وتشارك في دوري الرابطة الوطنية لرياضة الجامعات (NCAA) في القسم الأول (Division I) ضمن مؤتمر باك-12. تشتهر الجامعة برياضة البيسبول، حيث فازت ببطولة الكلية العالمية في أعوام 2006 و2007 و2018.

## شخصيات بارزة
من أبرز الشخصيات المرتبطة بكورفاليس:
- لينوس بولينغ – حاصل على جائزتي نوبل في الكيمياء والسلام، وُلد في بورتلاند لكنه نشأ جزئيًا في كورفاليس.

- ستيفن ج. كانيل – كاتب ومنتج تلفزيوني.

- ليندا لاڤين – ممثلة تلفزيونية وسينمائية.

- دوغ لامالبا – عضو في مجلس النواب الأمريكي عن ولاية كاليفورنيا.

- دان باركر – موسيقي ومنتج.

- ستيفي باي – عازف غيتار.

## المدن التوأمة
كورفاليس لديها اتفاقيات توأمة مع المدن التالية:
- اليابان أوتشيكو، اليابان

- جمهورية كوريا أوسان، كوريا الجنوبية

- أيرلندا لوه، أيرلندا

- اليونان ميغالوبولي، اليونان